# Jules-Antoine Noutary
Pour les articles homonymes, voir Noutary.
Jules-Antoine Noutary, né le 21 septembre 1870 à Lourdes et mort le 18 juin 1945 à Pau, est un architecte français, actif à Pau et en Béarn.
Il est à l’origine de l'ancien hôtel de France, du stade de la Croix du Prince et du vélodrome du Bois-Louis.
Il est un ami proche du peintre Joseph Castaing.

## Biographie
Né à Lourdes, il est le fils de Jean-Baptiste Noutary, entrepreneur, âgé de 31 ans, et de Léontine Brumous, âgée de 27 ans. 
Il est l’élève de Gustave Raulin (1837-1910) à l’École nationale supérieure des beaux-arts (Matricule 4522) dont il sort diplômé en 1893. 
À partir de 1897, il exerce la profession d'architecte à Pau. 
Inspecteur des travaux pendant la construction du Palais d'hiver, il est également l'auteur des transformations du château de Pau et du préventorium de Jurançon. 
Jules-Antoine Noutary est également célèbre pour être l'architecte de l'ancien hôtel de France, du stade de la Croix du Prince et du vélodrome du Bois-Louis, mais également du château d'Angaïs, inscrit à l'inventaire supplémentaire des monuments historiques depuis le 30 juin 2000.
Il est le père de Fernand Noutary, également architecte.

## Œuvre architecturale
Noutary est actif à Pau, où il signe diverses réalisations privées et civiles comme : des immeubles, aérodrome civil, caisse d'allocations familiales, inspection académique, centre d'orientation professionnelle, travaux pour l'EDF, mais aussi, des lycées privés, châteaux, églises, hôtels et villas. 